# Toro Submarino
El Toro Submarino fue un submarino peruano desarrollado durante la guerra del Pacífico en 1879 y construido en el puerto de Paita, Perú. Es considerado el primer submarino o sumergible operativa de América Latina. Estando completamente operativo y esperando su oportunidad para atacar durante el Bloqueo del Callao, tuvo que ser hundido para evitar su captura por tropas chilenas el 17 de enero de 1881, ante la inminente ocupación de Lima. 

## Antecedentes
En el marco de la guerra hispano-sudamericana que sostuvieron Perú contra España entre 1863 y 1866, un ingeniero de nacionalidad peruana, Federico Blume Othon, desarrolló en 1864 el diseño del primer submarino de la Marina de Guerra del Perú. Éste, a pesar de trabajar en el trazado y la construcción de los ferrocarriles peruanos (llegando a ser dueño y operador del ferrocarril de Paita) tenía un gran entusiasmo en los temas marinos. Su propósito era crear un dispositivo que podría enfrentar, con un riesgo mínimo, la flota española. Sin embargo, la guerra acabó y Blume no pudo concretar su proyecto.

## Desarrollo
En 1879, el Perú entabló una guerra contra Chile. En este escenario Blume decidió construir su submarino, con un diseño más avanzado que el de 1864 utilizando sus propios talleres y recursos, ubicados en Paita. El ingeniero comenzó a trabajar en su proyecto en junio de 1879. El 14 de octubre del mismo año realizó las primeras pruebas junto a su hijo y ocho trabajadores del ferrocarril. Estas arrojaron increíbles resultados: podía alcanzar una profundidad de 12 pies (3.3 metros) con el sistema de ventilación y una velocidad máxima de 3 nudos. Blume perfeccionó la nave, luego 18 inmersiones adicionales de más de una hora realizadas en los 24 días siguientes, logrando una inmersión máxima de 72 pies (22 metros) sin inconvenientes. 
Para poder convencer al presidente Piérola, fue trasladado en absoluto secreto al Callao por el transporte Limeña al mando del capitán Ezequiel Otoya. En julio de 1880, el Toro hizo su primera inmersión oficial en presencia del Ministro de Guerra y Marina general Manuel de Mendiburu. Durante las maniobras, el submarino permaneció sumergido 30 minutos sin ningún inconveniente y la decisión era de no esperar: se aprobó su uso contra la escuadra chilena. El Toro Submarino se convertiría el primer sumergible operativo de América Latina.
El Gobierno peruano nombra una junta de marinos e ingenieros para estudiar mejoras al invento y asigna un fondo de S/. 10,000 para la construcción de otro sumergible perfeccionado, mayor y con características superiores de diseño, pretendiéndose eliminar los 2 tubos de aire, empleando aire comprimido para que respire la tripulación en inmersión y eliminación de una de las torrecillas. Así también se le añadió al diseño del casco una quilla vacía en proa junto con un motor Otto de gasolina en popa para darle mayor velocidad de avance y mayor alcance en superficie. La construcción del nuevo submarino estaba avanzada en la Factoría de Juan V. Juliá. 

## Servicio en la guerra del Pacífico
Sin embargo, el desarrollo adverso de la guerra para Perú y el inminente inicio del Bloqueo del Callao en 1880, hizo que la Marina de Guerra del Perú dispusiera su uso y preparará al Toro Submarino. Los trabajos de mejora se hicieron en la Factoría Naval de Bellavista, las 2 torrecillas fueron reemplazadas por solo una central, los tubos de ventilación fueron retirados, se le adaptó a popa una pequeña máquina a vapor y se colocaron los torpedos tipo Lay o hasta 04 minas de 10 libras de dinamita cada una y controlador de tiempo que se adherían a los casos de un buque enemigo. Su objetivo principal sería avanzar en la noche y atacar a las fragatas blindadas Cochrane o Blanco Encalada que merodeaban la bahía del Callao.
En la primera oportunidad en donde los dos blindados chilenos estaban anclados cerca de la isla San Lorenzo, se preparó el ataque, el Toro ya estaba armado y sumergido, pero las fuerzas chilenas fueron advertidas por sus espías: «Los peruanos preparan un ataque con un arma secreta muy poderosa». Este aviso hizo que la escuadra de Chile se moviera de sus fondeaderos hacia el sur, teniendo como consecuencia que la misión se abortase. Los buques chilenos tomarían en adelante la precaución de no rondar en las cercanías para evitar ataques con minas o torpedos. 
El 17 de enero de 1881, ante la inminente ocupación de la capital peruana por la tropas chilenas, se da la orden de hundir a todas las naves de la escuadra peruana en el Callao, incluido el Toro submarino, a fin de evitar su captura por el enemigo. El primer submarino peruano fue hundido frente al muelle de Fleteros, hoy la Plaza Grau del Callao.
Dentro de su nómina de tripulantes figuraron el guardiamarina Manuel Elías Bonnemaison, superviviente del monitor Huáscar en el Combate de Angamos, así como un joven compositor José María Valle Riestra que se enroló voluntariamente en la tripulación.
Algunos meses después, los chilenos bien informados lo reflotaron y trasladaron a Chile como trofeo de guerra, sin embargo, se le ha perdido definitivamente su rastro.
Algunos analistas de guerra navales siguen creyendo que, de haber tenido éxito el Toro, habría cambiado radicalmente el curso de la guerra a favor de Perú, aunque muchos historiadores modernos han expresado su escepticismo de que hubiera sido posible.

## Características del Submarino
Este submarino era una caldera cilíndrica de 48 pies de eslora (15 metros) y 7 de manga (2.1 metros). Fue construido con planchas de fierro de 1/4 de pulgada de espesor, unidas por tiras de hierro y remaches y tenía refuerzos de cuadernas cada 3 pies.
Blume aplicó numerosas ideas originales de la invención del Toro. Sus escotillas eran estancas por frizas de jebe estaban situadas en dos torrecillas con visores, sus 2 tubos de ventilación de latón que podían subir y bajar manualmente por un dispositivo especial y los cuales tenían una función de admisión y escape de aire al interior auxiliados por un ventilador de aspas (era un sistema que hoy podría llamarse tipo Snorkel). El tanque de agua contaba con niveles para conocer las lecturas del lastre durante la inmersión y sistema de émbolo para controlar el lastre en las maniobras de inversión y aflorada. También se contaban con 2 barómetros de mercurio, uno media la presión interior y el otro estaba conectado por un extremo al mar haciendo la función de manómetro de profundidad. La hélice era de tres palas, se propulsaba por el trabajo muscular de 8 hombres sobre un eje de 7 pies de largo, el que accionaba al par de la hélice, la bomba de achique y al ventilador. 
Era operado manualmente por seis a ocho hombres de una tripulación total de once.